# Drogosław (województwo wielkopolskie)
Drogosław – wieś w Polsce położona w województwie wielkopolskim, w powiecie ostrowskim, w gminie Raszków. Leży przy drodze powiatowej Raszków-Krotoszyn, ok. 10 km na północny zachód od Ostrowa Wlkp.
Przed 1932 rokiem miejscowość położona była w powiecie odolanowskim, w latach 1975-1998 w województwie kaliskim, w latach 1932–1975 i od 1999 w powiecie ostrowskim.
Nazwa pochodzi od staropolskiego męskiego imienia Drogosław, złożone z członów Drogo- ("drogi") i -sław ("sława"). Mogło ono oznaczać "ten, któremu droga jest sława". Wioska jest położona w malowniczym rejonie, niedaleko znajduje się Las Roszki. Mieszkańcy trudnią się głównie rolnictwem.